# Рекет
Ре́кет (англ. racket від італ. ricatto — шантаж) — вимагання, яке зазвичай має форму організованої злочинності із застосуванням погроз, жорстокого насильства, взяття заручників.
В англійській мові слово racket означає будь-яку організовану злочинну діяльність, зокрема protection racket («кришування»), а також, наприклад, numbers racket (незаконну лотерею).
Збираючи данину, злочинна організація зазвичай гарантує підприємцям захист від вимагань із боку інших злочинних груп або злочинців-одинаків. Щоб гарантувати стабільну плату, рекетири прагнуть брати на себе роль верховного арбітра у спірних ситуаціях, пов'язаних з майновими спорами між своїми клієнтами (боргові зобов'язання, виконання договорів тощо).
Розквіт рекету в Україні припав на кінець 1980-х — початок 1990-х.